# Кипчаг
Кипчаг — деревня в Северном районе Оренбургской области в составе Красноярского сельсовета.

## География
Находится на расстоянии примерно 17 километров по прямой на юг-юго-восток от районного центра села Северного.

## Население
Население составляло 129 человек в 2002 году (русские 94%), 93 по переписи 2010 года.